# Amblyseius keni
Amblyseius keni är en spindeldjursart som beskrevs av Schicha 1987. Amblyseius keni ingår i släktet Amblyseius och familjen Phytoseiidae. Inga underarter finns listade i Catalogue of Life.